# Nynorsk
Il nynorsk ([ˈnỳːnɔʂk]) o neonorvegese, chiamato anche landsmål (lett. "lingua del paese/nazione"), è una delle due forme di scrittura ufficiali della lingua norvegese, oltre alla "lingua del libro", il bokmål. È usato come sistema di scrittura primario da circa il 10-15% della popolazione norvegese (circa l'85% usa il bokmål). Il Nynorsk venne elaborato da uno studioso autodidatta di origine contadina, Ivar Aasen, che intendeva creare una norma scritta basata sulla parlata delle zone rurali, soprattutto di quelle occidentali, le cui parlate col passare dei secoli avevano subìto meno l'influsso del danese, dando vita a un idioma molto diverso da quest'ultimo. Aasen definì tale lingua landsmål, cioè "lingua del territorio", secondo le concezioni della coeva ideologia romantica ottocentesca che voleva esaltare le tradizioni locali.
Vittorio Beonio Brocchieri ha fatto delle argute considerazioni sulla lingua popolare della Norvegia, il Landsmaal, in contrapposto alla lingua classica, il Riksmaal, «fondata sul danese, non quanto a pronuncia ma quanto a grafia». «(...) non sentivo altro che parlare landsmaal (quel falso "landsmaal" in bocca a gente che finge di conoscere il dialetto popolare, ma non lo conosce e quindi lo rende più goffo)».